# Johann Nepomuk Hummel
Johann Nepomuk Hummel   (Bratislava, 14 de novembre de 1778 - Weimar, 17 d'octubre de 1837) fou un pianista, compositor, professor i director d'orquestra austríac, considerat un dels millors compositors d'Europa del seu temps i potser el millor pianista.

## Vida i carrera musical

### Inici de la carrera musical. Etapa interpretativa
Hummel ja de ben petit fou un prodigi. Als tres anys mostrava unes capacitats més avançades que els nens amb el doble d'edat que ell, als quatre podia llegir partitures, als cinc tocar el violí i als sis el piano. Quan tingué vuit anys la seva família es traslladà a Viena on el seu pare Johannes, un músic de corda i director, va esdevenir director musical del “Theater auf der Wieden”.
Hummel va progressar molt ràpidament com a pianista i va ser alumne de Mozart poc després d'haver arribat a Viena. Segons el seu pare, el nen va impressionar tant a Mozart, que aquest el va agafar sota el seu càrrec de manera gratuïta i, com era habitual a l'època, va anar a viure amb la seva família. Sembla que Hummel i Mozart van esdevenir amics propers. El 1788 Mozart va deixar de fer-li classes per deixar que es llencés en el món de la música i així pogués començar a tenir èxit. Així doncs, pare i fill van iniciar una gira que durà quatre anys. Viatjaren a Praga, on conegueren a Dussek i Masek, Dresden, Berlín, Magdeburg, Göttingen, Brunswick, Kassel, Weissenstein (on Hummel agafà la verola), Hannover, Celle, Hamburg, Kiel, Rensburg, Flensburg, Lübeck, Schleswig, Copenhaguen i una illa a Odense. Al diari personal de Hummel es poden seguir les aventures que suposaren aquesta gira i els bons resultats que tingueren els concerts.
La primavera de 1790 s'establiren durant tres mesos a Edimburg per poder fer classes, recuperar-se econòmicament i poder aprendre anglès. Després d'aquest parèntesis seguiren fent concerts a Durham, Cambridge i finalment arribaren a Londres on tingueren un gran ressò tenint entre d'altres alumnes el portuguès Joaquim dos Santos Duarte. Podem saber que tingué èxit i despertà l'interès de molts, ja que la llista de subscripció del seu Op.2 inclou 92 noms a Viena i 159 a Londres.

### Viena i els Esterházys
Després d'aquest primer període de concerts, durant la següent dècada Hummel es dedicà a l'estudi, la composició i l'ensenyança i rarament feu concerts públics. Estudià contrapunt amb Albrechtsberger; composició vocal, estètica i filosofia de la música amb Salieri; i orgue amb Haydn. Durant aquest període tingué molts problemes econòmics que l'obligaren a fer un gran nombre de classes al dia. Més endavant fou un dels professors més importants i cars d'Alemanya. Els seus alumnes més destacats foren: Hiller, Mendelssohn (per molt poc temps), Karl Eduard Hartknoch, Adolf Henselt, Karl Georg Mangold, Sigismund Thalberg i Giuseppa Unia. L'èxit de Beethoven a Viena afectà l'autoestima de Hummel però, tot i que els seus deixebles tingueren constants enfrontaments, consolidaren una forta i tempestuosa amistat.
El 1804, amb només 26 anys, esdevingué Konzertmeister (concertino) del príncep Nikolaus II Esterházy a Eisenstadt, on també havia de compondre música religiosa per la capella del príncep. Aquest càrrec li donà molta experiència en música dramàtica i sacra, en composició per a orquestra i òpera, i en l'organització d'aquest tipus d'espectacles.
El 1811 tornà a Viena i estigué molt actiu com a compositor de piano, de cambra i d'obres dramàtiques. El 1813 es casà amb la famosa cantant Elisabeth Röckel amb la qual tingué dos fills: Eduard, pianista, i Karl, pintor.

### Weimar. Etapa de composició
El 1814 Elisabeth Hummel persuadí al seu marit perquè tornés a tocar públicament i és precisament durant el Congrés de Viena on Hummel tingué un èxit enorme i es convertí en una celebritat. El 1816 feu una gira per Alemanya però, una vegada més, els problemes econòmics i la família l'obligaren a tornar a Viena. Aconseguí la plaça de Kapellmeister (mestre de capella) a Stuttgart del 1816 al 1818 però no li agradà la feina, ja que no li permetia tenir temps per compondre.
Més tard es traslladà com Kapellmeister a Weimar des del 1819 fins a la seva mort on tingué una època de composició abundant, la dècada del 1820 fou la més productiva de la vida de Hummel. A través de Goethe conegué als personatges importants del món intel·lectual i aconseguí una popularitat enorme. Bàsicament es dedicà a dirigir el teatre de la cort i, gràcies a les gires fetes anteriorment, contractà als diferents cantants d'anomenada d'Europa que havia anat coneixent. Amb la mort de Weber l'any 1826 la direcció de l'òpera de Dresden quedà buida i Hummel fou un candidat per ocupar la plaça, tot i que al final no l'aconseguí. La seva fama era tan gran que també dirigia concerts amb solistes de renom com Paganini (1829) i concerts especials en honor de la reialesa o a Goethe, componia per editors de Londres i per George Thomson d'Edimburgh... Viatjà a Rússia, on conegué a John Field el 1822, a Polònia, on conegué a Chopin el 1828, a França i Països Baixos.
El 1827 Hummel viatjà fins a Viena per visitar per última vegada a Beethoven, que estava a punt de morir. En el seu funeral, seguint els desitjos del difunt, tocà uns temes improvisats de Beethoven. Durant la seva estada conegué a Schubert, el qual dedicà les seves tres últimes sonates per a piano a Hummel. Més tard, després de la mort dels dos compositors, l'editor canvià la dedicació a Schumann. El 1828 publicà un mètode de piano de tres volums anomenat Ausführlich theoretisch-practische Anweisung zum Piano-forte Spiel.
Durant els últims anys de la seva vida Hummel va minvar la seva activitat musical i finalment morí a Weimar el 1837. En aquesta ciutat també es dedicà a l'ensenyança tenint alumnes com Emanuele Biletta i Heinrich Sattler.

## Estil i obra

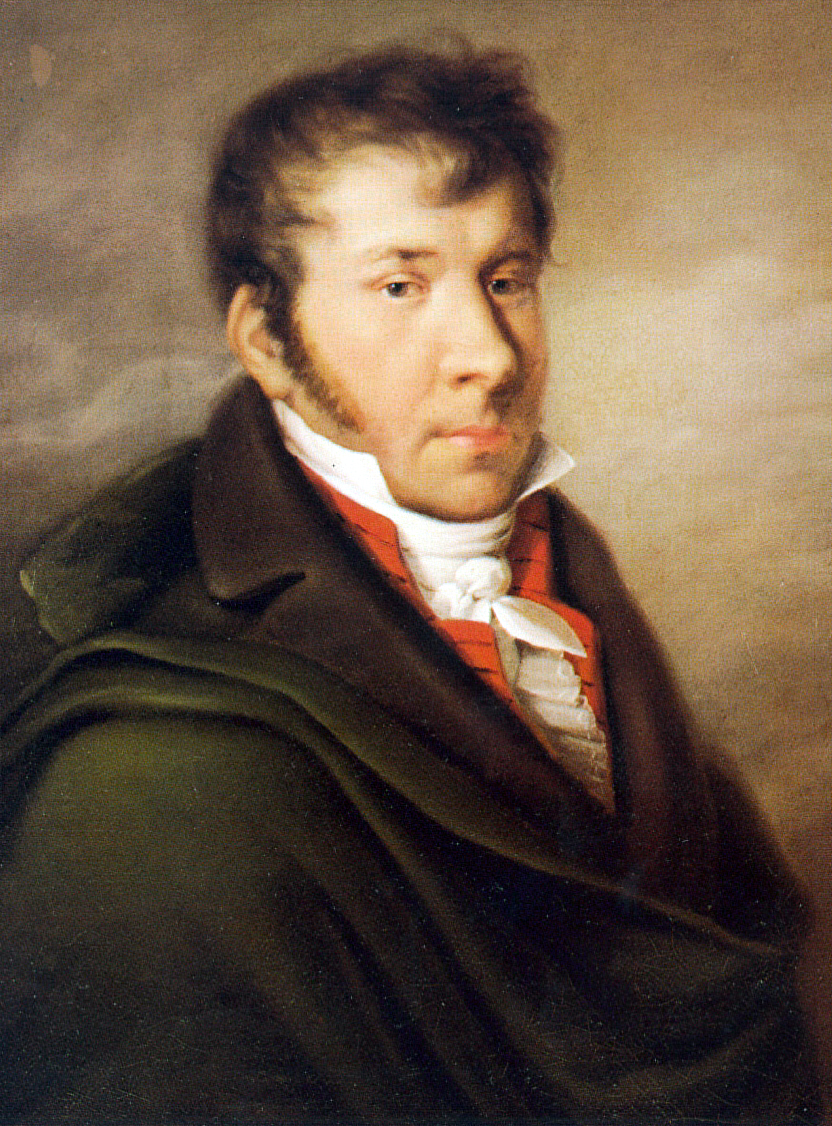
Hummel el 1814

Com a compositor Hummel se situa al límit entre dues èpoques. Durant més d'un segle se l'ha vist només com un virtuós del piano del segle xix, però fou un personatge molt més complet i important. No tan sols compongué obres pianístiques virtuoses sinó que té un ampli repertori: òperes, Singspiele, música sacra, peces ocasionals, música de cambra, cançons... Només la simfonia s'absenta del seu repertori.
Estilísticament la música de Hummel és de les de més importància dels últims anys del Classicisme, amb textures bàsiques i homofòniques, melodies amb ornaments a la italiana i virtuosos fragments acompanyats per baixos Alberti modernitzats. El seu estil es desenvolupà al llarg de la seva vida i fins i tot, després de la retornada com a pianista el 1814, les seves composicions s'expandiren pel que fa a la línia expressiva, la varietat harmònica i melòdica i la genialitat. Tot i les influències romàntiques, el seu nou estil seguia dins l'essència del Classicisme, amb claredat en les transicions entre frases i seccions; i amb un ritme harmònic lent i entenedor. Tot i així escrivia amb una modernitat i un vocabulari harmònic molt creatiu.
Encara que avui en dia no és un compositor gaire conegut, Hummel a la seva època fou un dels compositors i intèrprets més importants d'Europa. Quan el Classicisme ja es començava a veure antiquat ell va regenerar-lo tenint molt èxit entre el públic. A més a més el seu talent i virtuosisme convertia els concerts en espectacles molt impactants i sensacionals

## Repertori

### Òperes
- Il viaggiator ridicolo, 1797
- Dankgefühl einer Geretteten, 1799
- Demagorgon, 1800
- Don Anchise Campione, 1800
- Le vicende d'amore, 1804
- Die beyden Genies, 1805
- Die Messenier, 1805-1810
- Pimmalione, 1805-15
- Die vereitelten Ränke, 1806
- Mathilde von Guise, 1810
- Stadt und Land, 1810
- Dies Haus is zu verkaufen, 1812
- Aria in Fünf sind Zwey, 1813
- Der Junker in der Mühle, 1813
- Die Eselshaut o Die blaue Insel, 1814
- Overture, quartet, duet, trio Die gute Nachricht, 1814
- Die Rückfahrt des Kaisers, 1814
- Duet, quartet Isouard: Jeannot et colin, 1815
- Marxa, 1819
- Attila, 1825-7
- Epíleg a Gluck: Armide, 1832
- Acte 3 finale a Hérold: Zampa, 1833
- Finale (M. J. Seidel) a Auber, 1836

### Música d'acompanyament
- Marpha, 1800-10
- Ov., d, a Johann von Finnland, 1812
- Der Löwe von Kurdistan, 1812
- Romanza en l'obra Angelica, 1814
- Preludi, cor a Die Ahnfrau, 1817

### Ballet i pantomimes
- Helen und Paris, 1807
- Das belebte Gemählde, 1809
- Quintuor des negres a Paul et Virginie, 1810
- Der Zauberring, o Harlekin als Spinne, 1811
- Der Zauberkampf, o Harlekin in seiner heimat, 1812
- Sappho von Mitilene, 1814
- Das Zauberschloss o Das aufgelöste Rätsel, 1814
- Final ballet a Hérold: La clochette, 1837

### Música sacra: per a veus solistes, cor i orquestra
- Missa Bb, 1818
- Missa Eb, 1804
- Quod quod in orbe, 1808-11
- Alma virgo, 1805
- Missa D, 1808
- Kyrie, 1804-10
- Der Durchzug durchs rote Meer, 1800-10
- Dominus Deo, 1804-10
- Pro te respiro, 1804-10
- Sub tuum praesidium 1804-10
- Salve regina, 1804-10
- Plus non timet, 1804-10
- Alma virgo mater, 1805
- Missa d, 1805
- O virgo intemerata A, 1806
- Te Deum, 1806
- Missa solemnis, 1806
- In aeternum jubilantes F, 1806
- Salve regina Bb, 1809
- Offertory F, 1813

### Cantates: per veus solistes, cor i orquestra
- Irene, 1800-10
- Diana ed Endimione, 1806
- Das Fest des Dankes un der Freude, 1806
- Cantata pel dia de Prosper von Zinzendorf, 1807
- Lob der Freundschaft, 1807
- Cantata pel casament de Napoleó i Marie, 1810
- Euterpens Abschied, 1812
- Cantata per l'aniversari de l'herència del Grand Duke de Saxe-Weimar, 1823
- Cantata pel 18 maig de 1823
- Morgenopfer, 1825
- Cantata per l'aniversari del Grand Duke de Saxe-Weimar, 1827
- Cantata pel casament de la princesa Augusta de Saxe-Weimar, 1829
- The Orphan's Ode to the Patriots, 1833

### Cançons i altres músiques vocals solistes: amb acompanyament de piano
- Le portrait d'amour, 1810
- La sentinelle, 1815
- Cinc cançons: An die Entfernte, Der Schiffbruch, Des Jünglings Klage, Bewunderung, Meine Geliebte, 1816-20
- Air à la tirolienne avec variations, 1829
- Acompanyament a 2 cançons de P. Hédouin, 1820

### Orquestral
- Marxa per “das Löbl. Bürgl, Artillerie Corps in Wien”, 1789
- Six German Dances, 1804
- Seven Hungarian Dances, 1806
- Twelve Minuets, 1806
- Twelve German Dances with Battle Coda, 1807
- Twelve Minuets and Trios, 1808
- Dance for the Apollosaal, 1808
- German Dances for the Redoutensaal, 1808
- Dances for the Apollosaal, 1809
- Ten Dances for the Apollosaal, 1811
- Twelve German Dances “vom römischen Kaiser”, 1811
- Twelve German Dances and Coda “zur St Catherinen Redoute”, 1811
- Twelve Dances for the Apollosaal, 1811
- Six Polonaises, 1815
- Six Waltzes for the Apollosaal, 1820
- Overture n. 1 Bb, 1826
- Twelve Waltzes and Coda, 1817
- Overture D, 1815
- O du lieber Augustin, variacions, 1803

### Instrument(s) solistes i orquestra
- Variacions F del tema de vogler: Castore e Polluce, 1798
- Concerto G per a piano i violí, 1805
- Piano Concerto, C, 1811
- Rondo brillant per piano, 1814
- Concertino en G per piano, 1816
- Piano Concerto en a, 1816
- Piano concerto en b, 1819
- Potpourri, 1821-2
- Variacions per piano en F, 1820
- Rondo brillant per piano en Bb, 1823
- Variacions en F per oboè, 1824
- Piano Concerto en E, 1814
- Piano Concerto en Ab, 1827
- Variacions en Bb del tema de Berlin Singspiel Das Fest der Handwerker, 1830
- Oberons Zauberhorn fantasia per piano, 1829
- Gesellschafts Rondo en D, 1829
- Le retour à Londres, rondo brillant, 1830
- Piano Concerto en F, 1833
- Trompeta Concerto en E, 1803
- Mandolina Concerto en G, 1799
- Concert per a fagot, ca 1805

### Cambra
- Trio en Bb per a piano/clavicèmbal, flauta/violí i violoncel, 1792
- Sonata en G per a piano/clavicèmbal, flauta/violí, 1792
- 3 Sonates per a piano i violí, 1798
- Piano Trio en Eb, 1803
- Variacions en G per piano, flauta/violí, 1803
- Piano Trio en F, 1799
- 3 quartets de corda, 1804
- Piano Trio en G, 1811
- Sonata en c per piano7clavicèmbal, violí/mandolina, 1810
- Sonata en Re per a piano, violí/flauta, 1810-14
- Potpourri en g per a piano i guitarra, 1810-14
- Variacions en d per a piano i violoncel, 1810-14
- Sérénade en potpourri en G, 1814-15
- Sonata en la per a piano i flauta/violí, 1814-15
- Piano Trio en G, 1814-15
- Sérénade n.2 per piano, violí, guitarra, clarinet/flauta, fagot/violoncel, 1814-15
- Septet en d per piano, flauta, oboè, trompa, viola, violoncel i contrabaix, 1816
- Adagio, Variations i Rondo de “Schöne Minka”, 1818
- Grand potpourri national per a piano i guitarra, 1818
- Piano Trio en E, 1819
- Quintet per piano, violí, viola, violoncel i contrabaix, 1802
- Piano Trio en Eb, 1821
- Piano Trio en Eb, 1822
- Rondoletto en Eb per piano, 1820
- Cello Sonata, 1824
- Amusement en F per piano/ violí, 1825
- Septett militaire en C per piano, flauta, violí, clarinet, violoncel, trompeta i contrabaix, 1829
- Rondo brillant en G per a piano i violí, 1834
- Variacions en F per violí/piano, 1839
- Piano Quartet en G, 1839
- Trio en Eb per viola/violí, viola i violoncel, 1799
- Trio en G per viola/violí, viola i violoncel, 1801
- Quartet en Eb per clarinet, violí, viola i violoncel, 1808
- Parthia en Eb per 2 clarinets, 2 oboès, 2 trompes i 2 fagots, 1803

### Piano solo
- Variacions: 1 The Ploughboy, 2 A German Air, 3 La belle Catherine, 1791
- Variacions: 1 The Lass of Richmond Hill, 2 Jem of Aberdeen, 1791
- Sonata en C, 1792
- Variacions: 1 Air écossais, 2 Air anglais, 3 Air allemand, 1794
- 3 Fugues, 1793
- Variacions de “oberländische Melodie”, 1801
- Variacions de Cherubini: Les Deux Journées, 1802
- Variacions de “God Save the King”, 1804
- Rondo en Eb, 1804
- Sonata en Eb, 1805
- Variacions de Dalayrac: Les deux petits Savoyards, 1804
- Fantasia en Eb, 1805
- Rondo quasi una fantasia en E, 1806
- Sonata en f, 1807
- Variacions de “Chanson hollandaise”, 1806
- Variacions: 1 La sentinelle, 2 Partant pour la Syrie, 3 Vivat Bacchus, 1810
- Choix des plus beaux morceaux de musique, 8 pieces, 1811
- Sonata en C, 1808
- Variacions d'Isourd: Cendrillon, 1811
- Potpourri amb motius de Der Freischütz, 1820
- Capriccio en F, 1811-15
- Sis pièces tres faciles, 1811
- La bella capriciosa, polonaise, 1811-15
- Variacions de Gluck: Armide, 1811-15
- Potpourri de Hummel: Die Eselshaut, 1814-15
- Potpourri n.2 de Hummel: Die Eselshaut, 1814-15
- 24 Preludis, 1814-15
- Adagio, Variacions i Rondo de “The Pretty Polly”, 1817
- Variacions d'un tema original, 1817
- Sonata en f#, 1819
- 3 Waltz-Rondos, 1823
- Trois amusements en forme de capricis, 1823
- Variation in 50 Veränderungen über einen Walzer, 1824
- Marche à la romaine, 1824
- Sonata en D, 1825
- Variacions en E, 1825
- Six Bagatelles, 1825
- Rondoletto en C, 1826
- Rondo brillant en b, 1825
- Deux rondolettos en valse, 1824-6
- Trois pièces faciles, 1828
- Zwölf neue favorit Ländler, 1817
- Impromptu in canone de Hummel: Ausführlich theoretisch-practische Anweisung, 1828
- Variació de “Rule Britannia”, 1830
- Recollections de Paganini, 1831
- Les charmes de Londres, variacions, 1831
- La galante, rondo, 1831
- Rondo villageois, 1831
- Fantasia dels temes de Neukomm i Hummel, 1831
- Fantasina dels temes de Mozart: Le nozze di Figaro, 1833
- 24 Etudes, 1833
- Variació de “God Save the King”, 1820-30
- Scotch Contradance Rondo, 1839
- Capriccio en eb, 1839
- 2 rondinos, 2 caprices, 2 impromptus, 1839
- Estudi en Bb en F. Fétis: Méthode des méthodes, 1831
- Piano piece en Db, 1830

### Altres obres per teclat
- Cadenzas dels 7 concerts per a piano de Mozart, no publicat
- Sonata en Eb per a piano a 4 mans, 1811-15
- Sonata en la bemoll per a piano a 4 mans, 1820
- Nocturne en F per a piano a 4 mans i 2 trompes, 1822
- Introducció i Rondo per 2 pianos, 1839
- Prelude i 2 Fugues per orgue, 1839
- Ricercare en G per orgue, 1839

### Obres pedagògiques
- Ausführlich theoretisch-practische Anweisung zum Pianoforte Spiel, 1822-5